# 桑谷山荘
桑谷山荘（くわがいさんそう）は、愛知県岡崎市山綱町にあった岡崎市民休養施設である。愛知県により三河湾国定公園の単独施設（展望施設・宿舎）に指定されていた。

## 概要
1970年（昭和45年）7月21日、市営の国民宿舎として、扇子山の山頂（標高：350メートル）にオープンした。建設費は約4億4,000万円。
岡崎市市民休養施設桑谷山荘条例（平成17年06月24日：条例第34号）により管理・運営されていた。
2010年（平成22年）3月、市は2013年（平成25年）3月末で廃止する考えを発表。その後費用削減の目的から期日は前倒しされ、2012年（平成24年）12月31日をもって閉館した。
建物解体後の跡地は樹木が植栽され、遊歩道を有した緑地公園として整備が行われた。

## 施設
- 鉄筋コンクリート：2階建て2棟、3階建て1棟、宿泊人員122名、冷暖房完備
- 客室：トイレ付き12帖間5室、12帖間1室、8帖間6室、6帖間8室
- 広間（宴会場）：10帖間1室、15帖間室3室、21帖間2室
- 集会室（和洋兼用）：1室（和式66帖、洋式100人）
- 会議室（洋式）：40人用2室
- 展望風呂：ハーブ湯
- 大食堂：ランチ、ドリンクバーなどあり
- その他：ロビー、ゲームコーナー、おみやげコーナー
- 駐車場：95台（第1駐車場25台、第2駐車場70台）

## 所在地
- 〒444-3513：愛知県岡崎市山綱町字扇子山284番地

## アクセス
鉄道の場合
- 名鉄名古屋本線「本宿駅」下車、タクシーで約15分。送迎バスは要予約。

自動車（バス・自家用車）の場合
- 東京方面から向かう場合
  - 東名高速道路「音羽蒲郡インターチェンジ」を下り、国道1号山中小学校東交差点を左折、西郡道を道なりに進む。インターを下りてから約20分程度。
- 名古屋方面から向かう場合
  - 東名高速道路「岡崎インターチェンジ」を下り、国道1号山中小学校北交差点を右折、西郡道を道なりに進む。インターを下りてから約20分程度。
- 蒲郡市方面・額田郡幸田町方面から向かう場合
  - 三河湾スカイライン「坂本インターチェンジ」を下り、すぐにアクセスできる。

## 自然

### 植物
桑谷山荘の周辺には30種類・約3000株のアジサイが植えられている。見ごろは例年6月中旬から7月中旬のあじさい祭り。
岡崎市管理の林道桑谷蒲郡線沿線にツバキが植えられている。この舗装林道は通称「椿道」と呼ばれている。

### 野鳥
この森に集まる主な野鳥
ハチクマ、トビ、サシバ、ノスリ、オオタカ、キジ、キジバト、ホトトギス、ハリオアマツバメ、アマツバメ、アオゲラ、コゲラ、イワツバメ、キセキレイ、ビンズイ、サンショウクイ、ヒヨドリ、モズ、ツグミ、ウグイス、センダイムシクイ、キビタキ、オオルリ、ヒガラ、シジュウカラ、ヤマガラ、エナガ、メジロ、ホオジロ、アオジ、カワラヒワ、ウソ、イカル、カケス、ハシブトガラス

## 周辺施設
- 桑谷展望台 - 第1駐車場から桑谷山系遊歩道を約350メートルほど歩き登ったところにある。三河湾を眼下に、南は伊勢志摩から北は日本アルプス連峰までを一望できる。
- 桑谷キャンプ場
- 駒ヶ滝